# 유니스 마무드
유니스 마무드 칼레프(아랍어: يونس محمود خلف, Younis Mahmoud Khalef, 1983년 2월 3일 ~ )는 이라크의 전 축구 선수로 포지션은 공격수였다. 이라크 축구의 영웅으로 불리는 선수 중 한명으로 손꼽힌다.

## 축구인 경력

### 클럽 경력
2001년 이라크의 알탈라바에서 데뷔하였으며 2003년부터 2004년까지 UAE 1부 리그의 알와흐다에서 임대되어 활약하기도 하였다.
2004년 카타르 스타스 리그의 알코르로 이적하여 뛰어난 득점력을 과시하며 2006년 같은 리그의 강호 알가라파 SC로 이적하였다가 2013년 돌연 은퇴를 선언했으나 이를 번복하고 사우디아라비아의 알아흘리에서 선수 생활을 재기했으며 2015년 고국 클럽인 아르빌 SC에서 뛰다가 친정팀인 알탈라바로 12년만에 복귀했으나 단 3경기 출전에 그치며 결국 3년만에 다시 은퇴를 선언했다.

### 국가대표팀
청소년 국가대표팀과 올림픽 국가대표팀을 거쳐 2002년 이라크 국가대표팀에 데뷔하였다. 이후 2002년 서아시아 축구 선수권 대회 우승, 2004년 하계 올림픽 축구 4위, 2005년 서아시아 경기 대회 금메달, 2006년 아시안 게임 축구 은메달, 2007년 AFC 아시안컵 우승, 2013년 걸프컵 준우승, 2014년 아시안 게임 축구 동메달을 이끌었으며 특히 팀이 우승한 2007년 AFC 아시안컵에서는 대회 득점왕과 MVP를 동시에 수상하면서 '이라크 축구의 영웅'이라는 찬사를 받았다.
또한 2014년 FIFA 월드컵 아시아 지역 예선과 2015년 AFC 아시안컵 예선 등에 출전하며 팀의 주장을 역임했고 2015년 AFC 아시안컵에 출전할 23인 최종 명단에도 이름을 올려 본선에서 2골을 넣었는데 특히 이란과의 8강전에선 1-1로 팽팽하게 맞서던 상황에서 역전골을 터뜨렸으며 이후 승부차기에서는 과감하게 파넨카킥을 성공시키며 팀의 4강 진출의 혁혁한 공을 세웠으며 그 이듬해인 2016년 대표팀에서 은퇴를 선언하며 14년간의 국가대표 선수 생활을 마감했다.

## 경력
- 2004년 AFC 아시안컵 국가대표
- 2004년 하계 올림픽 국가대표
- 2006년 아시안 게임 국가대표
- 2007년 AFC 아시안컵 국가대표
- 2009년 FIFA 컨페더레이션스컵 국가대표
- 2011년 AFC 아시안컵 국가대표
- 2014년 아시안 게임 축구 남자 와일드카드 국가대표
- 2015년 AFC 아시안컵 국가대표

## 수상

#### 클럽
- 이라크 2부 : 2000-01
- 이라크 1부 : 2001-02
- 이라크 FA컵 : 2001–02, 2002–03
- 이라크 슈퍼컵 : 2002
- 카타르 1부 : 2007–08, 2008–09, 2009–10, 2012-13
- 에미르 컵 : 2009
- 크라운 프린스 컵 : 2010, 2011
- 세이크 자심 컵 : 2007, 2008
- 카타리 스타스 컵 : 2009, 2011-12
- 아랍 경찰 챔피언십[1] : 2002

#### 이라크
- 2002년 서아시아 축구 선수권 대회 우승
- 2005년 서아시아 경기 대회 금메달
- 2006년 아시안 게임 축구 남자 은메달
- 2007년 AFC 아시안컵 우승
- 2013년 걸프컵 준우승
- 2014년 아시안 게임 축구 남자 동메달

### 개인
- AFC 아시안컵 MVP : 2007
- AFC 아시안컵 득점왕 : 2007
- 카타르 리그 득점왕 : 2006–07, 2009–10, 2010–11
- 자친토 파케티 상 : 2007
- 발롱도르 후보 : 2007

## 같이 보기
- A매치 100경기 이상 출전한 축구 선수 명단